# Linia kolejowa Świnoujście Główne – Świnoujście Port (Uznam)
Linia kolejowa Świnoujście Główne – Świnoujście Port (Uznam) – rozebrana normalnotorowa linia kolejowa łącząca stację Świnoujście Główne ze stacją Świnoujście Port (Uznam).

## Historia
Linia posiadała charakter towarowy. Na całej swojej długości była jednotorowa, posiadała rozstaw szyn wynoszący 1435 mm. W 1947 roku linia została fizycznie zlikwidowana.